# Ставленые пошлины
Ста́вленые по́шлины — денежные сборы, взимаемые правящими архиереями при хиротонии в клирики (в епископы, в иереи, в диаконы, в чтецы) с поставляемых. Получили своё начало в древности. Одно время возникали и существовали в различных поместных церквах, но они противоречат целому ряду церковных правил (29 правилом святых апостол, 2 правилом 4 Вселенского собора, 4 правилом 7 Вселенского собора) — рассматриваются как симония и были запрещаемы, но затем вновь вводились.
Император Юстиниан, запрещая ставленникам платить епископу за поставление, дозволил вместе с тем давать служившим архиерею при посвящении то количество денег, которое они получали по обычаю. Император Исаак Комнин дозволил епископу брать с рукополагаемого, в благодарность, 7 златиц (монет): одну при поставлении на степень чтеца, три при рукоположении во диакона и столько же при рукоположении во священника. Обычай взимать ставленных пошлины перешел и в практику Русской церкви. Сборы при посвящении с течением времени усложнялись и становились тяжелее. Владимирский собор 1274 года восстал против проистекавших отсюда злоупотреблений. Митрополит Кирилл, созвавший собор, прямо называл их симонией. Бедных ставленников, которые не могли заплатить за поставление, посылали на работы — жать, косить и т. п. Собор решил брать при поставлении в священники лишь 7 гривен на содержание соборного клира. За нарушение этого правила определено извержение из священного сана как поставленного, так и поставившего.
Злоупотребления, однако, не прекращались. Собор 1503 года решительно запретил брать что-либо со ставленников, отменив и семигривенную пошлину. К этому подало повод движение стригольников, объявлявших, что пастыри Русской церкви ставятся на мзде. Присутствовавший на соборе Геннадий Новгородский, по возвращении на епархию, продолжал брать со ставленников деньги и был за это лишен сана. Стоглавый собор посвятил рассуждению о ставленных деньгах три главы (гл. 87, 88 и 89). Он повелел брать при поставлении в попы рубль московский на собор, с дьяконов полтину, да с тех и других еще благословенную гривну. Патриарх Иоаким, убедясь, что 

«попом и дьяконом была многая волокита, и убытков становилось в поставлении 4 рубли и болши»
, издал в 1675 г. указ, по которому велено брать со ставленника 1 рубль 32 алтына 2 деньги (сбоку приписано для округления цифры: «имать по два рубли») за посвящение в попы, а за посвящение в дьяконы — половину. В указе 1765 г. об отмене ставленных пошлин упоминается другая цифра сборов, существовавшая тоже по древнему обыкновению и установлению патриархов: с попа и дьякона 2 рубля, с дьячков и пономарей 1 рубль.
В настоящее время ставленые пошлины официально не существуют.

## 
Статья основана на материалах Энциклопедического словаря Ф. А. Брокгауза и И. А. Ефрона